# Adolf Berwin
Adolf Berwin, född 30 mars 1847 i Posen, död 29 augusti 1900 i Rom, var en tysk bibliotekarie och musikhistoriker. 
Berwin studerade hos Wilhelm Rust i Berlin och Otto Dessoff i Wien. På 1880-talet kom han till Rom, där han gjorde sig känd genom sina musikhistoriska föredrag. Han knöts till det kungliga musikkonservatoriet Sankta Cecilia, för vars rika musikbibliotek han blev överbibliotekarie. Han skrev bland annat en bok om den dramatiska musikens historia i Italien under 1700-talet.